# Wibilinga (tijdschrift)
Wibilinga is een heemkundig tijdschrift dat sinds 1988 viermaandelijks in Wevelgem verschijnt; Het wordt gepubliceerd door de Heemkring Wibilinga uit Wevelgem. De focus ligt op lokale en familiegeschiedenis op het grondgebied van de gemeente Wevelgem.

## Hoofdredacteurs
- Philippe Vandenbroucke, van 1988 tot 2003
- Freddy Tyberghein, van 2003 tot 2015
- Paul Poppe, van 2015